# Nationalversammlung (Eritrea)
Die Nationalversammlung von Eritrea (Tigrinya: Hagerawi Baito) ist das nationale Einkammerparlament Eritreas.
Sie hat insgesamt 104 Mitglieder, davon sind 64 die ernannten Mitglieder, 40 Mitglieder vertreten die Mitglieder des Zentralkomitees der Volksfront für Demokratie und Gerechtigkeit (die einzige legale politischen Partei des Landes). Nach der bislang nicht in Kraft getretenen Verfassung des Landes hat sie 150 indirekt gewählte Mitglieder. Das Parlament wird zurzeit von der Übergangsregierung Eritreas kontrolliert.
Die Nationalversammlung wurde im Februar 1992 wieder errichtet, nachdem sie sich im Jahr 1961 auf Anordnung des äthiopischen Kaisers Haile Selassie zwangsaufgelöst hat. Die Eritreer haben in einem langwierigen Prozess insgesamt 399 Vertreter in die sechs Provinzen des Landes gewählt, das zu einer Bildung der konstituierenden Versammlung führen soll. Die regionalen Wahlen begannen am 4. Januar 1997 in einigen Teilen des Landes und wurden 1997 abgeschlossen.